# Шлегр, Иржи
Иржи Шлегр (чеш. Jiří Šlégr, родился 30 мая 1971 года в Йиглаве, Чехословакия) — чехословацкий и чешский хоккеист, защитник; олимпийский чемпион 1998 года, чемпион мира 2005 года, обладатель Кубка Стэнли сезона 2001/2002, член Тройного золотого клуба. После завершения карьеры был членом Палаты депутатов Парламента Чешской Республики. Сейчас занимает должность генерального директора родного клуба «Литвинов». Сын чехословацкого хоккеиста Иржи Бублы (фамилию Шлегр взял у отчима). Член зала славы чешского хоккея (с 12 декабря 2019 года).

## Карьера хоккеиста

### Клубная
Воспитанник школы хоккейного клуба «Литвинов» (в годы существования ЧССР — «Хемопетроль»). В 1990 году на драфте НХЛ под 23-м номером был задрафтован командой «Ванкувер Кэнакс», в 1992 году уехал за океан. Выступал в составе команд «Гамильтон Кэнакс» и «Ванкувер Кэнакс», став твёрдым игроком основного состава ванкуверского клуба, однако в сезоне 1993/1994, когда «Кэнакс» дошли до финала Кубка Стэнли, не сыграл в плей-офф ни единой встречи. Перед сезоном 1994/1995 его обменяла на Романа Оксюту команда «Эдмонтон Ойлерз», Шлегр играл как в её основном составе, так и в фарм-клубе «Кейп-Бретон Ойлерз». В сезоне 1996/1997 играл в клубе «Сёдертелье» в шведской Элитной серии, после чего вернулся в НХЛ снова, уже в состав клуба «Питтсбург Пингвинз» (там провёл три с половиной сезона).
В январе 2001 года Шлегр перешёл в состав клуба «Атланта Трэшерз», который его обменял в марте следующего года на Юрия Буцаева: Шлегр перешёл в «Детройт Ред Уингз» и в том же сезоне выиграл Кубок Стэнли. В 2003 году снова играл за родной «Литвинов», а также провёл несколько встреч в чемпионате России за омский «Авангард». В сентябре 2003 года в статусе свободного агента Иржи перешёл в «Ванкувер Кэнакс», но уже в январе 2004 года после отставки тренера Марка Кроуфорда ушёл из клуба и перебрался в «Бостон Брюинз». Во время локаута в НХЛ выступал за тот же «Литвинов». Отыграв несколько встреч в марте 2007 года за клуб «Биль» из Швейцарии, вернулся в «Литвинов», за который продолжил выступать. Несколько раз объявлял о завершении карьеры, но затем возвращался в состав клуба. После окончания сезона 2014/2015, в котором он помог команде завоевать первый в истории клуба титул чемпионов чешской Экстралиги, объявил об окончательном завершении карьеры игрока.

### В сборной
За сборную Чехословакии Шлегр дебютировал 10 апреля 1990 в матче против Швеции. Он играл на Олимпиадах 1992 и 1998 годов, на первой стал бронзовым призёром в составе сборной Чехословакии, а на второй стал олимпийским чемпионом. Также в его активе есть золотая медаль чемпионата мира 2005 года и две бронзовые медали 1997 и 1998 годов, а также бронзовые медали Кубка мира 2004 года. Суммарно Шлегр сыграл 64 матча в рамках чемпионатов мира, Олимпийских игр и Кубков мира, забросив шесть шайб, отдав 7 голевых передач и набрав 158 минут штрафа. Победы в Олимпиаде 1998 года, Кубке Стэнли 2002 года и чемпионате мира 2005 года ввели его в Тройной золотой клуб.

## Политическая карьера
В политику Иржи попал ещё в 2006 году, когда был избран в горсовет Литвинова от партии «СНК — Европейские демократы». В 2008 году он вступил в Чешскую социал-демократическую партию и начал работать в рамках предвыборной кампании, снявшись специально в рекламном ролике: в нём Иржи Шлегр забрасывал шайбу в ворота, которые защищал Мирек Тополанек.
В 2009 году Иржи собирался участвовать в выборах в Парламент Чехии, однако выборы не состоялись. Через год состоялись повторные выборы, в которых Иржи от Чешской социал-демократической партии участвовал в Устецком крае, находясь на втором месте после Иржи Пароубека, и был избран в Палату депутатов. Несмотря на победу на выборах, партия не сформировала своё правительство: к власти пришли правые во главе с Петром Нечасом, что привело к отставке председателя ЧССП Иржи Пароубека. Шлегр ушёл из партии вслед за Пароубеком.
В октябре 2011 года Шлегр вместе с Пароубеком основал новую партию «Национальные социалисты — левые 21 века», оставаясь формально беспартийным депутатом в чешском парламенте. 14 июня 2013 Шлегр объявил об отказе от депутатского мандата, мотивировав это тем, что не хочет запятнать свою репутацию спортсмена.

## Статистика
- НХЛ — 664 игры, 267 (60+207) очков
- Чешская экстралига — 430 игр, 230 (66+164) очков
- Сборная Чехии (Чехословакии) — 116 игр, 21 (13+8) очко
- Чемпионат Швеции — 40 игр, 24 (8+16) очка
- АХЛ — 25 игр, 21 (5+16) очко
- Чемпионат России — 15 игр, 6 (1+5) очков
- Чемпионат Швейцарии — 4 игры, 4 (2+2) очка
- Всего за карьеру в сборной и клубах — 1294 игры, 573 (155+418) очка

## Достижения
- Олимпийский чемпион 1998
- Чемпион мира 2005
- Бронзовый призер Олимпийских игр 1992
- Бронзовый призер чемпионатов мира 1997 и 1998
- Обладатель кубка Стэнли 2002
- Чемпион Чехии 2015
- Серебряный призер чемпионата Европы среди юниоров (до 18 лет) 1989
- Бронзовый призер молодежных чемпионатов мира (до 20 лет) 1990 и 1991